# 布里格和古爾 (英國國會選區)
布里格和古爾（英語：Brigg and Goole），英國國會一郡選區，位於英格蘭約克郡-亨伯，包括北林肯郡北部和約克郡東瑞丁亨伯河以南三個地方選區。
本區自1997年創設以來一直支持工黨，但在2010年大選中當任議員伊恩·考賽被保守黨的安德魯·珀西以44.9%選票擊敗。這是保守黨首次在本區擊敗工黨。